# Rượu chưng cất

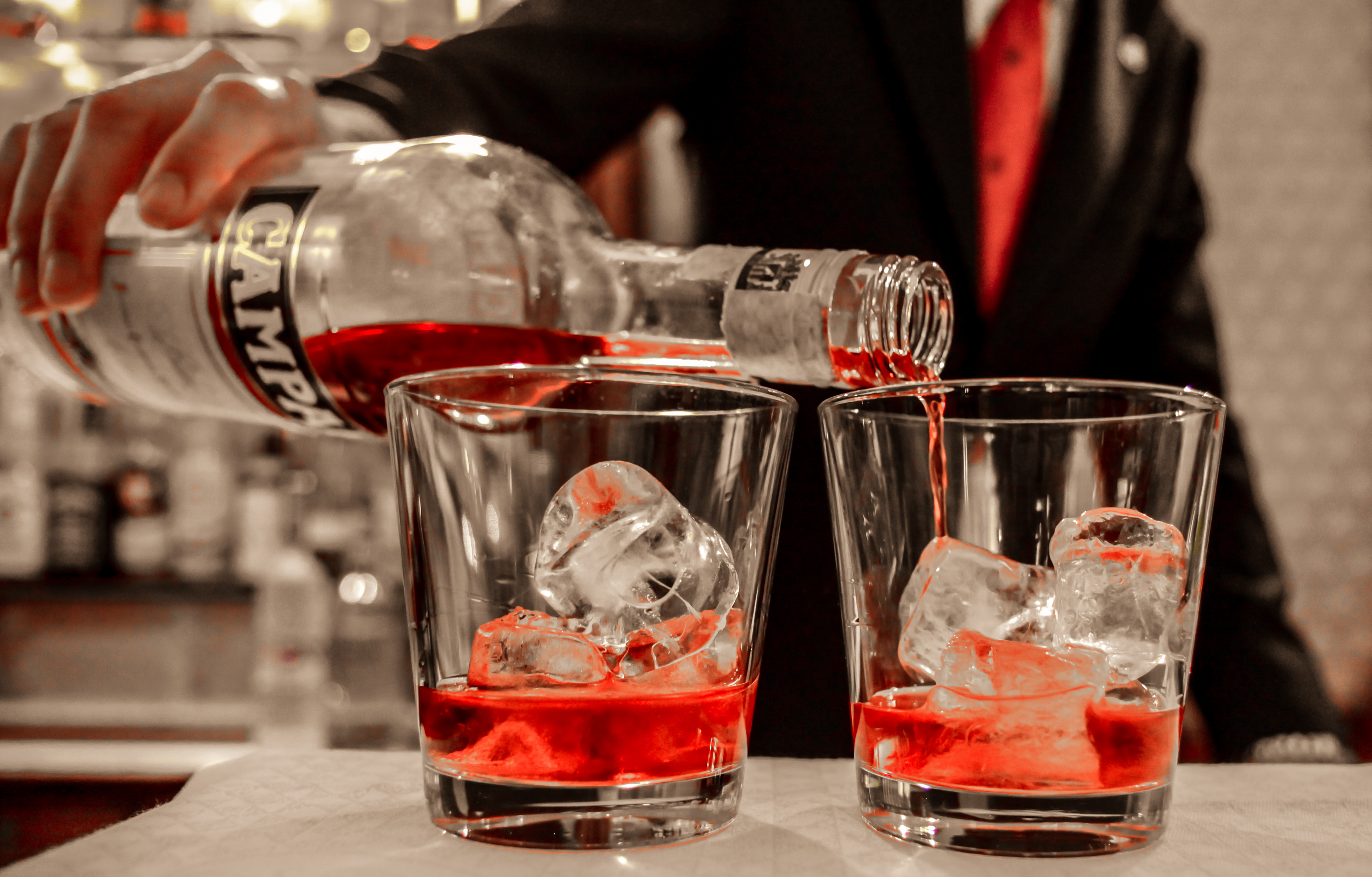
Rượu chưng cất khi được rót ra cốc ở Ý

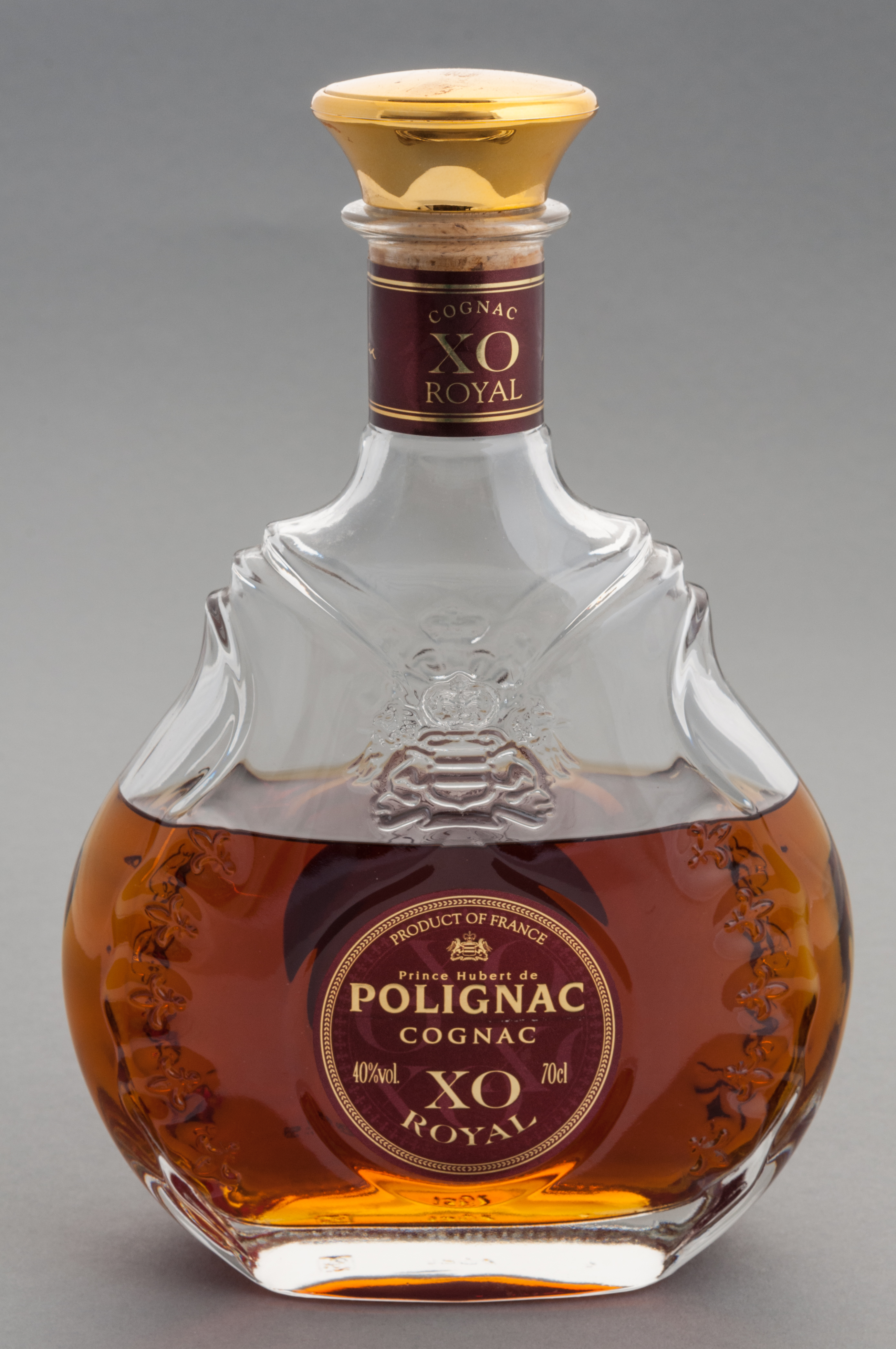
Một loại rượu chưng cất

Rượu chưng cất (Liquor) cũng còn gọi là rượu mạnh hoặc Đồ uống chưng cất (Distilled drink) là loại đồ uống có cồn (rượu) được sản xuất bằng cách chưng cất ngũ cốc, trái cây hoặc rau quả đã qua quá trình lên men rượu. Quá trình chưng cất đã làm tinh khiết chất lỏng và loại bỏ các thành phần pha loãng như nước với mục đích tăng tỷ lệ nồng độ cồn (thường được biểu thị là rượu theo thể tích, ABV).
Vì rượu này chứa nhiều cồn hơn đáng kể, chúng được coi là "nặng hơn"-ở Bắc Mỹ, thuật ngữ rượu mạnh được sử dụng để phân biệt đồ uống có cồn chưng cất với đồ uống không chưng cất. Ví dụ, thuật ngữ này không bao gồm đồ uống như bia, rượu vang, rượu sake, hoặc rượu táo, vì chúng được lên men nhưng không được chưng cất. Tất cả đều có nồng độ cồn tương đối thấp, thường dưới 15%. Rượu mạnh (Brandy) là loại rượu được sản xuất bởi quá trình chưng cất rượu vang, và có ABV trên 35%. Các ví dụ khác về rượu mạnh chưng cất bao gồm Vodka, bạch tửu, rượu trắng, gin, rum, tequila, mezcal và whisky.